# 球体をもった球体
球体をもった球体（きゅうたいをもったきゅうたい、伊: Sfera con sfera、または、Sfera all'interno della sfera）は、アルナルド・ポモドーロによるブロンズの彫刻。

## 概要
現代美術の研磨されたブロンズで出来た4mの寓話彫刻モニュメントは、元々は1960年代に バチカン美術館のために制作された作品のひとつである。円板、円錐、三角錐、角錐、三角形、正六面体などの幾何学的な変形のバリエーションもあるが、作品名が違う。複製された彫刻は、国際連合本部ビルや箱根 彫刻の森美術館など、世界中で展示している。

## 歴史
レオナルド・ダ・ヴィンチのウィトルウィウス的人体図のように「円、直線、正方形の幾何学的象徴」をテーマにした目の形をしたこの寓意彫刻は、作者によると壊れた、ひびが入った、引き裂かれた、破壊された、分解された天球の地球儀で、複雑で神秘的な内部構造とメカニズムの一部を、脆弱性、形而上学的な複雑さ、世界の謎、生命、人間性の象徴である立方体の正方形、ひし形、垂直線、水平線、対角線で垣間見せている。

ローマのバチカン美術館のベルヴェデーレの中庭
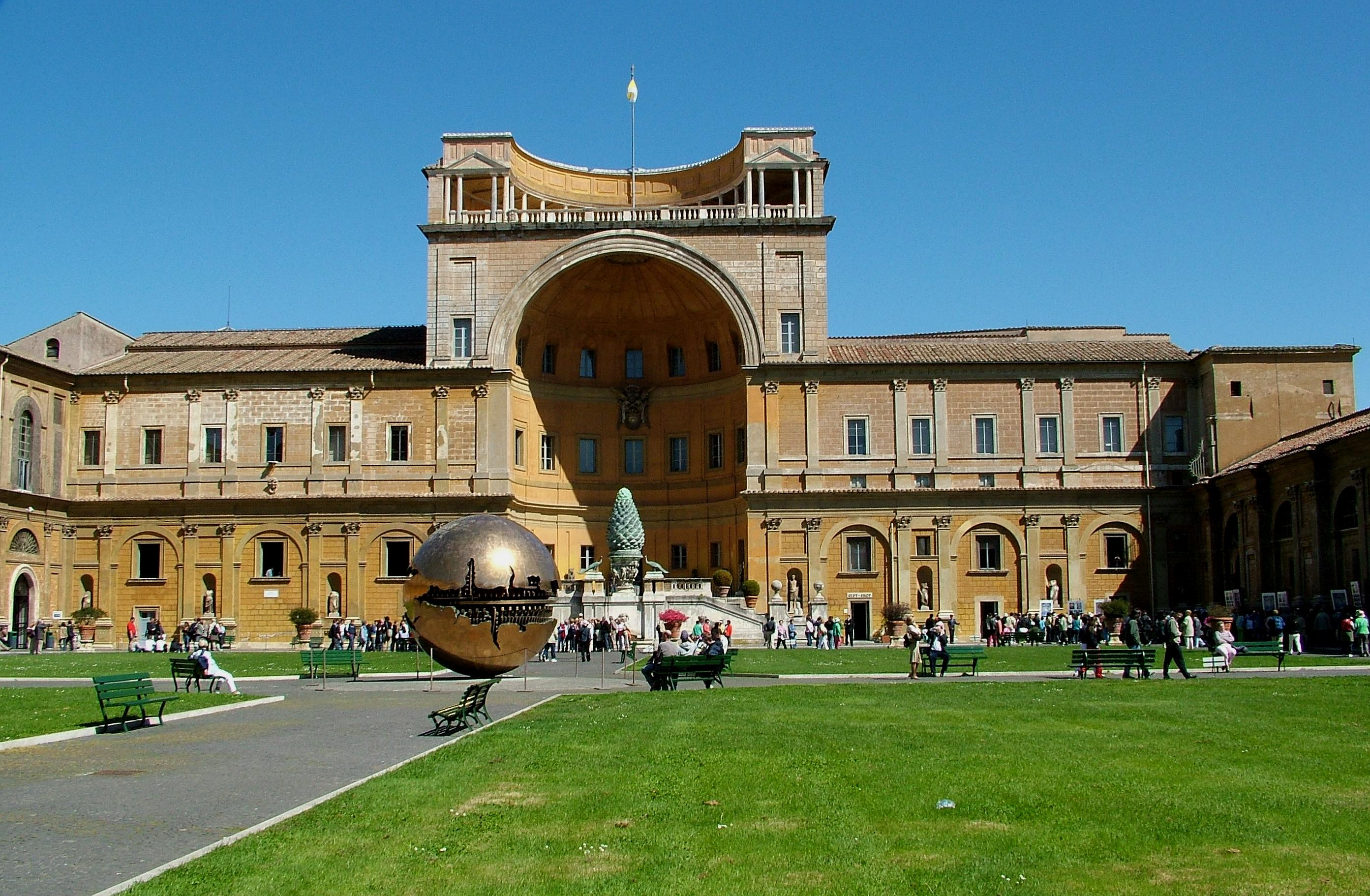
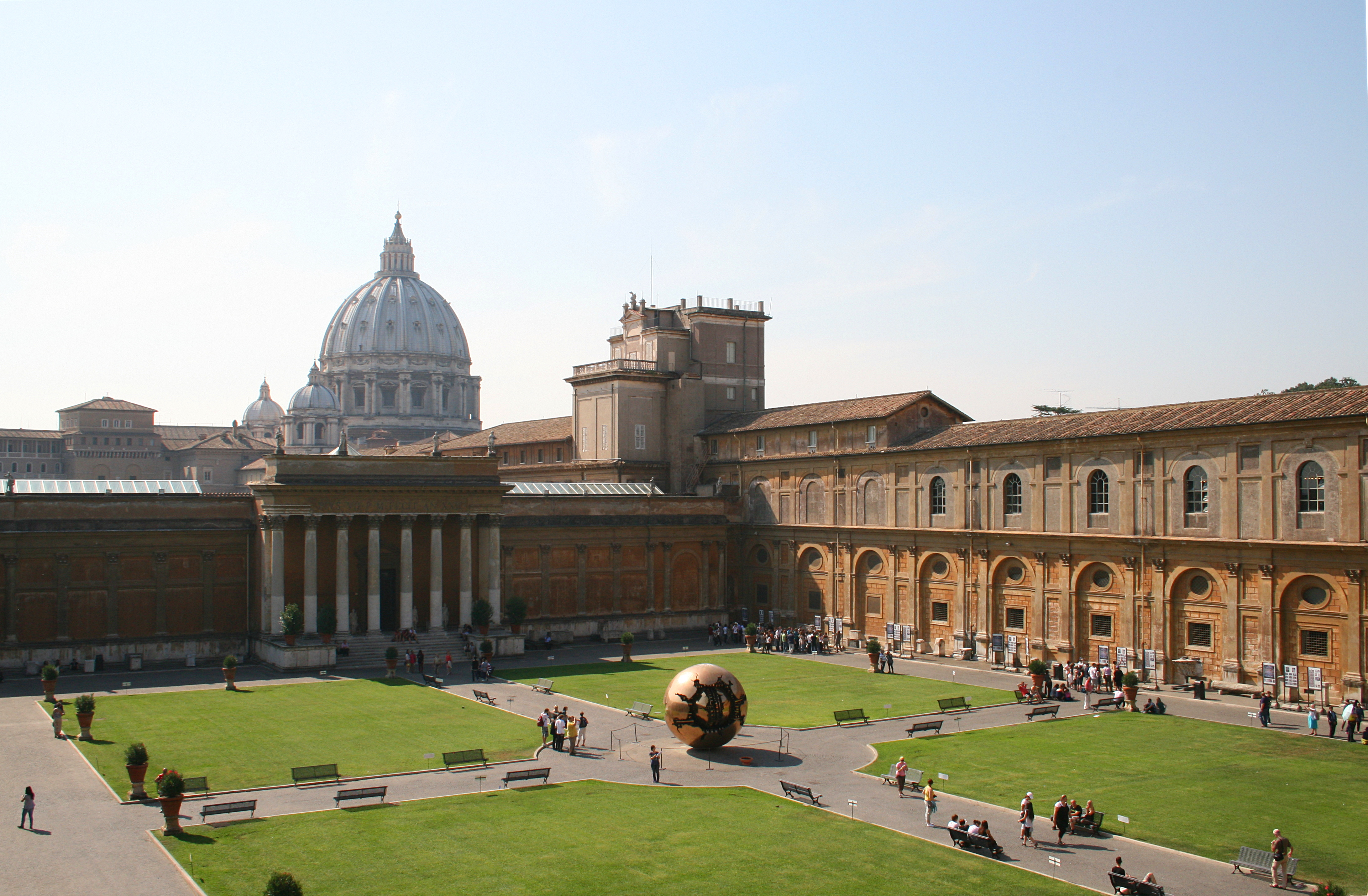

最初の記念碑的な複製は、バチカン美術館（ローマのサン・ピエトロ大聖堂の隣）の内壁のベルヴェデーレの中庭の中央に展示されている。1930年代の螺旋型のブラマンテ階段とともに美術館の主要な記念碑的な作品の1つである。ポモドーロはその後、この作品のサイズと形にさまざまなバリエーションを作成し、世界中の数々の場所や美術館で展示している。

## 複製
以下は、『球体をもった球体』の設置位置の一覧である。類似の『大きな球』は含まれない。

### 美術館
- バチカン：バチカン美術館[5]
- アメリカ合衆国：コロンバス美術館（オハイオ州コロンバス）[6]
- アメリカ合衆国：デモイン・アートセンター（アイオワ州デモイン）[7]
- アメリカ合衆国：デ・ヤング美術館（カリフォルニア州サンフランシスコ）[5]
- アメリカ合衆国：バージニア美術館（バージニア州リッチモンド）[8]
- アメリカ合衆国：ハーシュホーン博物館と彫刻の庭（ワシントンD.C.）[5]
- イラン：テヘラン現代美術館（テヘラン）[5]
- 日本：箱根 彫刻の森美術館 （神奈川）[9]

### 学校
- アイルランド：ダブリン大学トリニティ・カレッジ（ダブリン）[10]
- アメリカ合衆国：カリフォルニア大学バークレー校（カリフォルニア州バークレー）[11]
- アメリカ合衆国：キリスト教神学校（インディアナ州インディアナポリス）[5]
- イスラエル：テルアビブ大学（テルアビブ）[12]

### 政治関係
- アメリカ合衆国：国際連合本部ビル（ニューヨーク州ニューヨーク）[13]

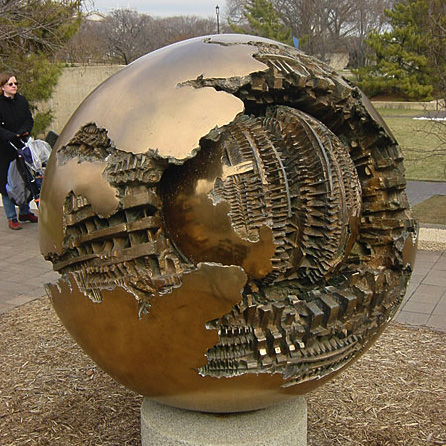
ハーシュホーン博物館と彫刻の庭
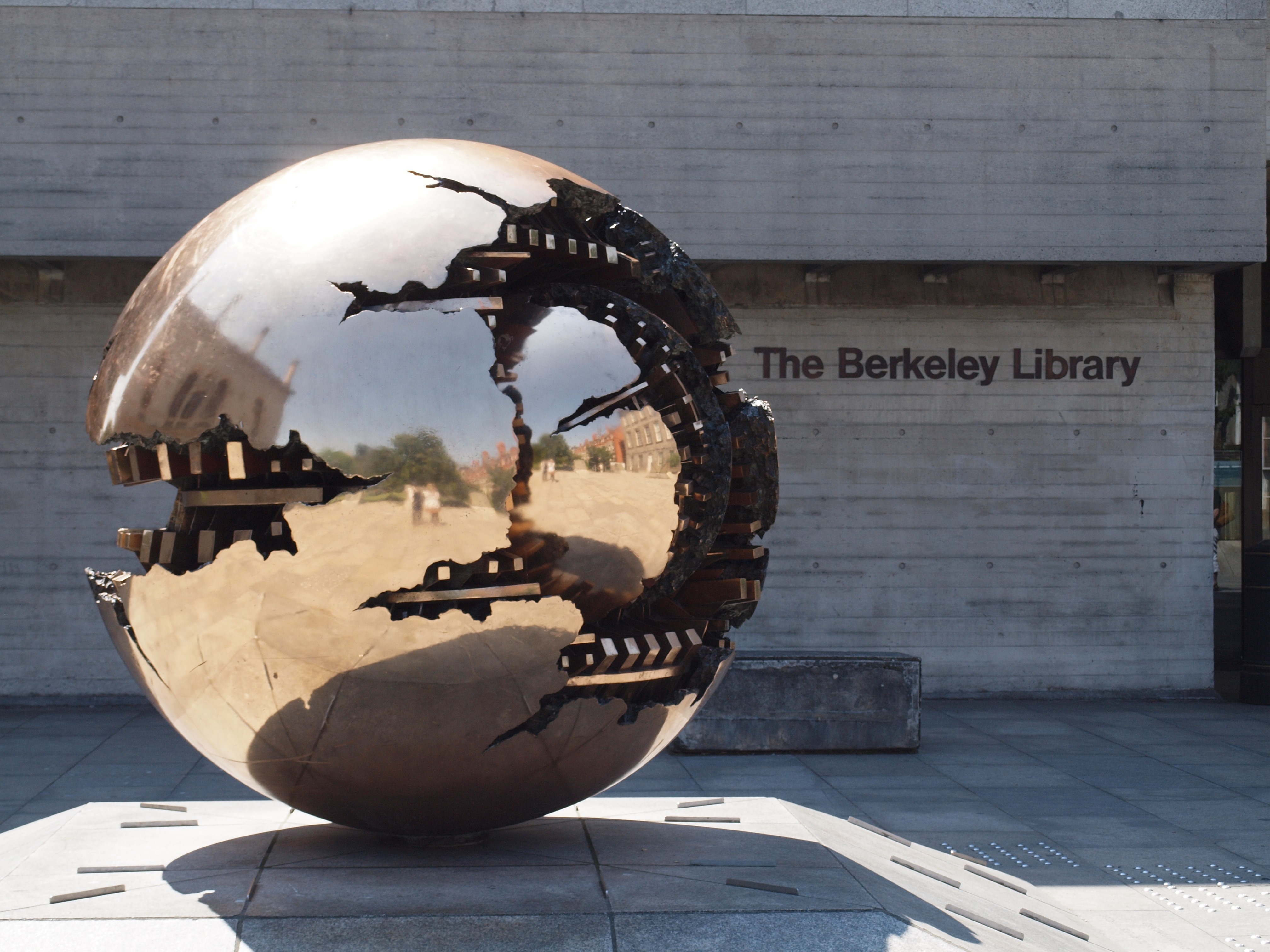
ダブリン大学トリニティ・カレッジ